# 55 î.Hr.

## Evenimente
- Împăratul roman Gaius Iulius Cezar invadează pentru prima dată popoarele la vest de fluviul Rin, descris în lucrarea sa „Note despre războiul galic” (Commentarii de Bello Gallico).

## Nașteri
- dată necunoscută: Sfânta Ana mama Fecioarei Maria și bunica lui Iisus Hristos (d. 12)

## Decese
- Tigranes cel Mare, rege al Armeniei (n. 140 î.Hr.)